# Ямакаси 2. Дети ветра
Ямакаси 2. Дети ветра (фр. Les fils du vent, также известные как The Great Challenge и Sons of the Wind: Bangkok Ninjas) — французский приключенческий боевик 2004 года режиссера Жюльена Сери, с участием знаменитой команды мастеров городского паркура «Ямакаси». Это продолжение фильма «Ямакаси», снятого Люком Бессоном в 2001 году.

## Сюжет
Группа атлетов-ямакаси отправляется в Бангкок, чтобы открыть спортшколу для бедных детей. Их школа стала привлекать внимание. Лидер Кьен (Чау Бель Дин) нападает на иностранцев, когда они тренируются. Команды сражаются до прибытия полиции. Логан (Шарль Перьер) знакомится с Цу (Элоди Юнг), сестрой Кьена. Логан и Цу чувствуют взаимное влечение. В итоге ямакаси оказываются втянутыми в жестокую и кровавую войну за территорию между японской якудзой и местной мафией.
Цу устала быть преступницей. Она обеспокоена тем, что Триада или Якудза в конечном итоге убьют её и её брата. Но Кьен и его банда считают, что у них может быть будущее, только если они будут служить Якудзе. Их контакт с Якудза — Китано (Санти Сударос), зять босса Триады Вонга (Берт Квук).
Китано поручает Кьену похитить сына Вонга. Цу возражает против этого и спасает наследника, рассказывая Вонгу о двойной игре Китано. В отместку Китано похищает Цу и шантажирует Кьена, чтобы тот сдался Якудзе. Кьена направляют в заброшенное производственное помещение.
Логан, Кенджи, Янн, Ягуи, Лео и Уильямс успевают спасти Цу, но внезапно появляется Вонг с большим количеством бойцов Триады и противостоит Якудзе. Логан, Цу, Кьен и другие участники оказываются в эпицентре ожесточенной битвы, из которой они должны выйти победителями.

## В ролях
- Чау Белль Динь в роли Кьен
- Шарль Перрьер в роли Логана
- Гилен Н’Губа-Бойеке в роли Яги
- Лоран Пьемонтези в роли Лео
- Малик Диуф в роли Кенджи
- Уильямс Белль в роли Уильямса
- Янн Хнаутра в роли Лукаса
- Элоди Юнг в роли Цу
- Санти Сударос в роли Китано
- Берт Квук в роли Вонга